# Alberta (Virginia)
Alberta è un comune degli Stati Uniti d'America, situato nello Stato della Virginia, nella Contea di Brunswick.